# ジミー・ヤン
ジミー・ヤン（Jimmy Yang、1981年5月13日 - ）は、アメリカ合衆国のプロレスラー。
本名はジェームス・ユン（James Carson Yun）、韓国系アメリカ人。カリフォルニア州ハリウッド出身。

## 来歴
WCWパワープラント出身。WCWに所属していた2000年には、カズ・ハヤシ、ジェイミー・サンと共にヤング・ドラゴンズを結成。WCWがWWFに吸収された後の2001年3月、WWEを解雇された。その後、全日本プロレスに長期参戦する。全日本プロレスでは、まだ選手層の薄かった全日ジュニアを大いに盛り上げた。
その後再びWWEと契約を結ぶ。その際、リングネームをアキオ（明夫）と変更。2003年10月19日に行われたWWE SmackDown!の特番、No Mercyにおいて、ケイジ・サコダと共にTAJIRIの用心棒の日本人としてWWE再登場。ヒールのタッグチーム「兄弟」を結成。TAJIRIとは有楽町の飲み屋で出会った、というギミックでの登場であった。TAJIRIがRAWに移籍した後もSmackDown!に残り、ムービースターというアングルで、道着（鈴木健想のコスチューム同様、日本風というより中国風であったが）を身に付け、常に無口であった。これはアジア的イメージの表現のため、また日本人ギミックでありながら本人が日本語をほとんど話せないことによると思われる。
2005年7月5日にWWEから解雇された。その年の解雇されるべきではなかった選手という投票では、高い数字を出しており、ファンも納得していなかった結果になった。
WWE解雇後は、もう一度WWEへの出戻りを目指すため、以前参戦した全日本プロレスには出ず、WWEの目の届きやすいアメリカでの活動に専念することにした。2005年10月1日より、ROHを主戦場としている。また、11月3日に行われたハッスル・マニアに登場。リングネームをジミー・ヤンに戻し、かつてチームを組んでいたカズ・ハヤシとのタッグで試合を行った。
2006年9月29日に、南部で生まれ育って3代、生粋の陽気なレッドネックであるという「黄色人種なのに南部男」ジミー・ワン・ヤン（Jimmy Wang Yang）というギミックでSmackDown!に再デビューを果たした。復帰デビューから2週続けて敗れるも、その後は素早い動きと空中技で勝利を重ね一定の人気を得る。
2007年に入ってからもクルーザー級部門のトップ選手として活躍し、7月にはトリー・ウィルソンをマネージャー兼タッグパートナーにつけ、ケニー・ダイクストラ&ヴィクトリア組と抗争を繰り広げる。その後は主にジョバーとして新人レスラーなどの引き立て役となっていた。
2010年4月22日にWWEから解雇される。同年7月古巣ともいえる全日本プロレスのジュニアヘビー級リーグ戦に参加している。
近年はセミリタイア状態であり来日も途絶えていたが、2018年11月に東京愚連隊興行参戦のため久々の来日を果たした。
2023年7月15日、プロレスリング・ノア後楽園大会に娘・ジャジー・ヤンと共に参戦するため久々の来日を果たす。

## 得意技
ヤンタイム（アメリカ）/ムーンサルト・アタック
コーナーポスト上にリングに背を向けて立ち、立った相手へ向かってジャンプして後方宙返りし、相手へ体ごとぶつかっていく。ぶつけたあとは、そのまま ピンフォールに持ち込む。ムーンサルト・アタックと同じ技。WWEでは、この技を「ヤンタイム」と使用したが、日本国内ではこの技はムーサルト・アタックとして使用し、後述のアキオタイムをヤンタイムと称する。
ヤンタイム（日本）/アキオタイム
コーナーポスト上にリングに背を向けて立ち、リングに倒れている相手へ向かってジャンプし、後方宙返りしながら錐揉み回転し、そのまま寝ている相手の上に落ちてピンフォールする。カンクーン・トルネードと同じ技。日本ではこの技をヤンタイムと称し、WWEではアキオタイムの名称で使用した。
ムーンサルト・キック（サマーソルト・キック）
コーナーにもたれかかった相手の胸元を蹴って一回転する技。一般の使い手は、片足をロープなどに固定してからもう一方の足で蹴り上げ回転するのに対し、ジミーは直接相手の胸元を勢いよく蹴り上げて回転する。非常に高度な技であるため、足がすべって失敗することもある。
ロー・キック
相手の脚部を蹴る技。非常にスピーディーで軽快に決めるのが特徴。
ジャンピング式バズソー・キック
座っている相手の正面に立ち、軽くジャンプしながら旋回し、回し蹴りで相手の側頭部や顔面を蹴る。上記のロー・キックからの連携で決めることも多い。
ジャンピング・ニールキック
その場で高くジャンプすると同時に、後ろ回し蹴りを頭部に当てる。
その他各種キック

## おもな使用リングネーム
- ジミー・ワン・ヤン（Jimmy Wang Yang）
- ジミー・ヤン（Jimmy Yang）
- アキオ（Akio）

## タイトル歴
全日本プロレス
- 世界最強ジュニアタッグリーグ戦 優勝（2002年）（w / カズ・ハヤシ）
- ジュニア・ヘビー級リーグ戦 優勝（2010年）

その他
- 中央アメリカミドル級王座 : 1回